# Prince charmant
Pour les articles homonymes, voir Prince charmant (homonymie) et Prince.
Le prince charmant est un type de personnage de contes de fées.

## Origines

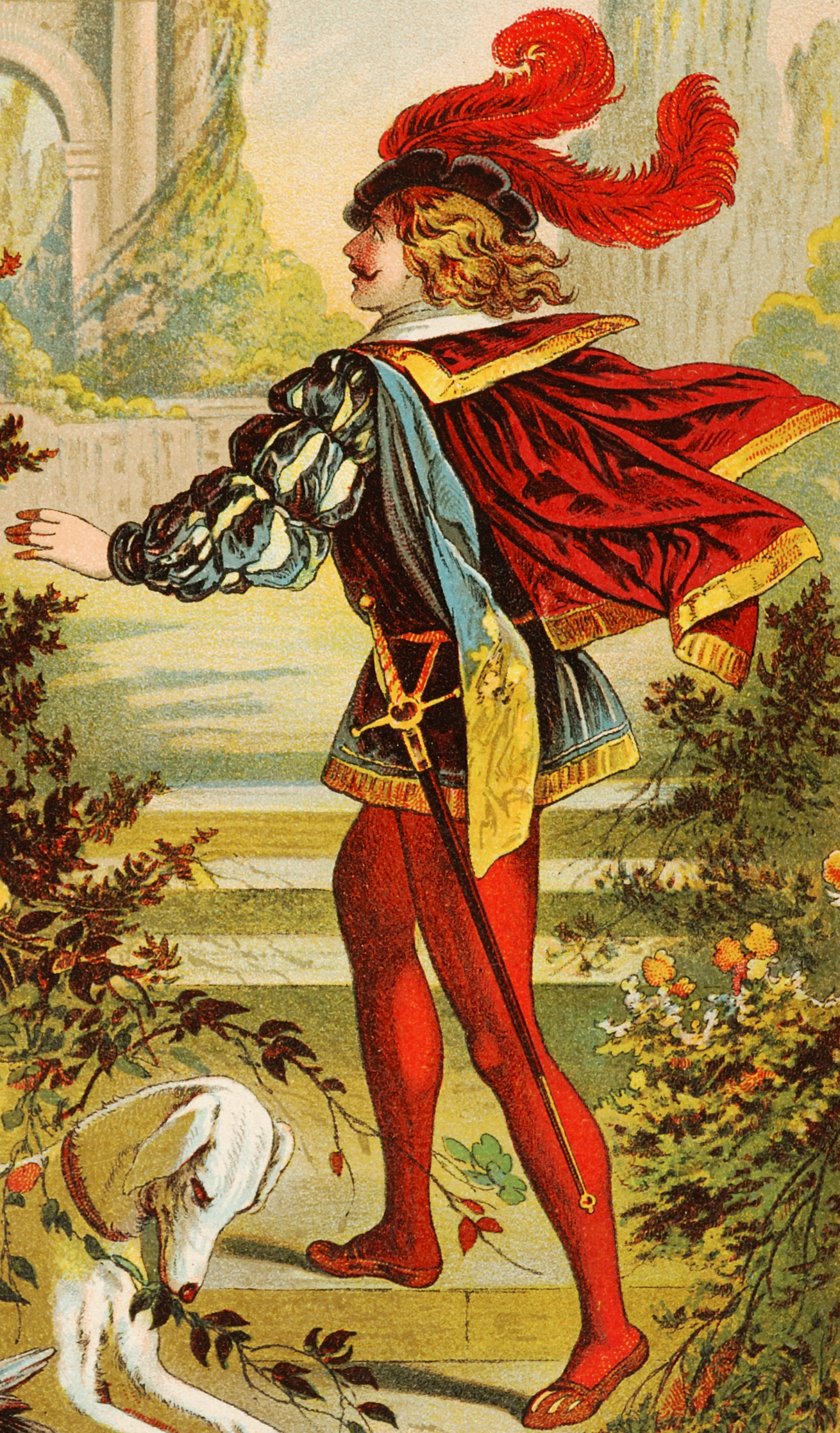
Illustration du Prince charmant (édition allemande de La Belle au bois dormant, fin du XIXe siècle).

Le personnage type du prince est présent dans Les Contes de ma mère l'Oye de Charles Perrault parus en 1697. Il y est présenté comme « le prince », le qualificatif de « charmant » n'apparaît dans aucune des œuvres de l'auteur. Il en est de même dans les reprises des frères Grimm.
Au XVIIIe siècle, Madame d'Aulnoy donne au héros de son conte La Belle aux cheveux d'or le nom  d'« Avenant », et, dans L'Oiseau bleu, celui de « Roi Charmant ». Au XIXe siècle, Andrew Lang, dans ses adaptations de contes, reprend ces noms. Il introduit le nom de « Prince Charmant » (Prince Charming) dans le conte de Princesse Personne (Princess Nobody), illustré par Richard Doyle lorsque la Fée des Eaux métamorphose le Prince Comical avant de rencontrer sa Princess Niente. Dans le ballet La Belle au bois dormant de Piotr Ilitch Tchaïkovski (1890), le nom du prince est « Florimond ».
C'est dans la version de Walt Disney de Cendrillon, sorti en 1950, qu'apparaît le nom de « prince charmant », qui s'est popularisé depuis et généralisé à tous les princes de contes dans l'imaginaire collectif.

## Présentations
Le prince intervient généralement à la fin du conte pour délivrer une princesse en péril et l'épouser, non sans avoir parfois auparavant franchi vaillamment nombre d'obstacles, comme combattre une sorcière, braver un dragon, pénétrer une forêt de ronces ou gravir un éperon rocheux.
On sait finalement peu de choses sur lui : de belle allure et romanesque, il délivre la princesse, l'épouse et « ils eurent beaucoup d'enfants » gages de prospérité et d'amour durable. Enfermé dans ce stéréotype, il semble plus être la récompense de la princesse qu'un personnage à part entière.
Une variante du personnage le présente sous la forme d'une grenouille ou d'un crapaud, prisonnier de cette apparence sous l'effet d'un sortilège. Il doit, dans ce cas, être embrassé par une princesse pour que le sort soit levé.

## Exemples

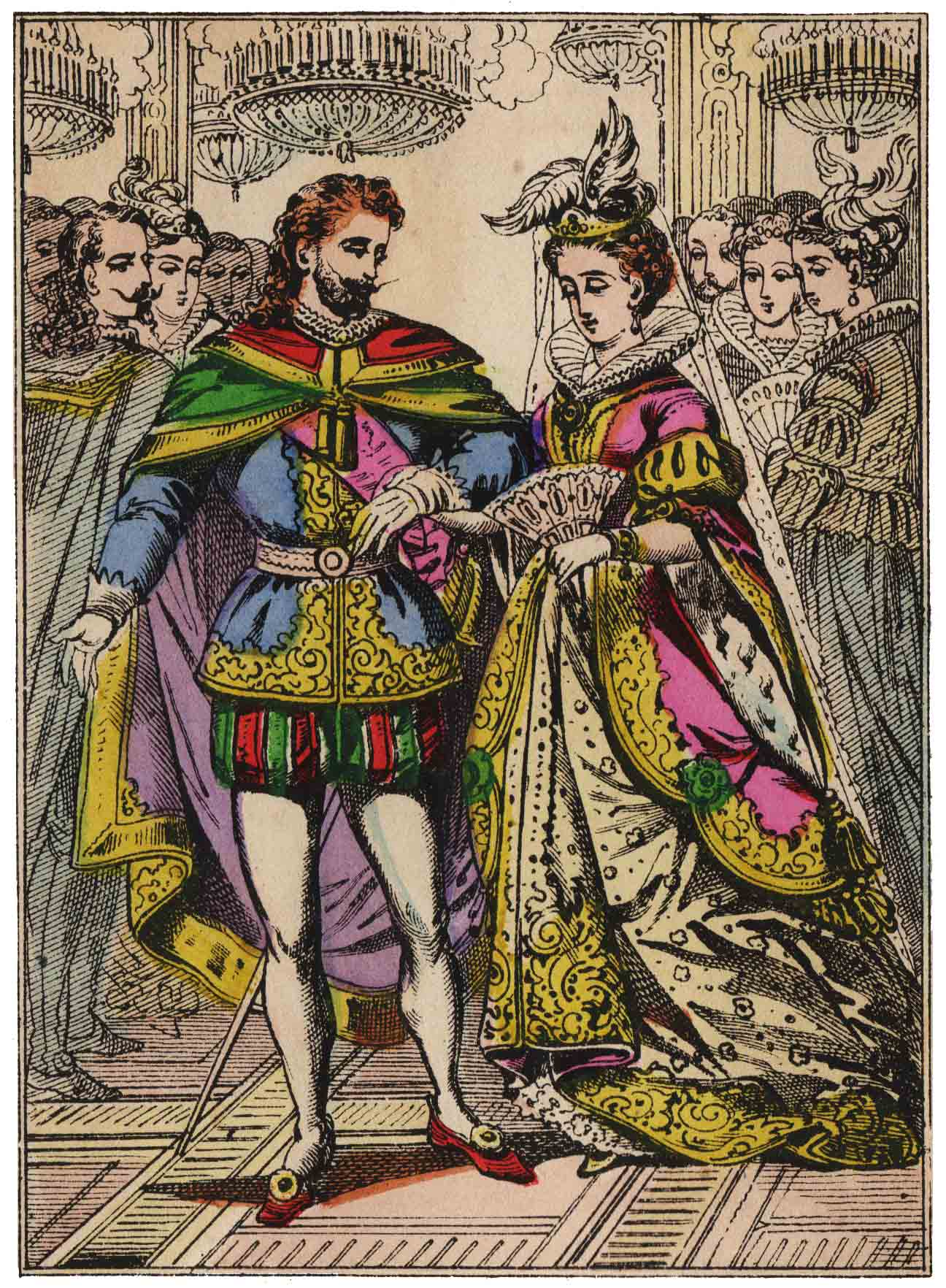
Image d'Épinal illustrant Cendrillon

- Dans La Belle au bois dormant de Charles Perrault et de Jacob et Wilhelm Grimm, le prince trouve l'héroïne endormie depuis cent ans. Elle se réveille à son arrivée et ils se marient (dans cette version, il n'est pas question d'un baiser).
- Dans Cendrillon et Peau d'âne de Charles Perrault, il rencontre furtivement la princesse sans pouvoir s'enquérir de son identité. Il doit donc se donner du mal pour retrouver sa trace en organisant une séance d'essayage (chaussure de « verre » ou de « vair » selon les versions pour la première, anneau d'or pour la seconde). Dans les deux cas, le pied ou le doigt doivent être le plus fin possible, soit d'une finesse toute aristocratique.
- Dans Blanche-Neige de Jacob et Wilhelm Grimm, il demande aux sept nains de lui permettre de faire emporter dans son château le cercueil de verre à l'intérieur duquel la princesse a été placée après avoir croqué une moitié de pomme empoisonnée. Mais un de ses serviteurs trébuche, et le choc fait recracher à la princesse le morceau de pomme empoisonnée qui était resté coincé dans sa gorge ; ce qui a pour effet de la réveiller.
- Dans Raiponce, des mêmes auteurs, un prince rencontre l'héroïne.

## Rôle
En tant que personnage-type, le prince représenterait l'homme idéal paré de toutes les qualités et dont rêveraient toutes les femmes.
Dans les contes populaires, il incarne ainsi l'idéal masculin éveillant l'héroïne à l'amour, à l'âge adulte, et à la sexualité. Il tire la Belle au bois dormant de son repli (forêt de ronces à vaincre, et sommeil centenaire), délivre Peau d'âne de la menace d'inceste que son père fait peser sur elle, et soustrait Blanche-Neige et Cendrillon à la tyrannie de leurs marâtres (chose courante à l'époque de Charles Perrault, où le remariage était fréquent en raison notamment des nombreux décès de femmes en couche).
La version que Charles Perrault a donné de La Belle au bois dormant s'adresse à un public de la haute bourgeoisie, lui inculquant des valeurs de patience et de passivité chez la femme : l'héroïne dort pendant cent ans et attendant que son prince vienne à elle pour l'épouser. De nos jours, si le personnage-type continue d'exister — comme le montre l'expression « rechercher son prince charmant » —, les discours contemporains pour l'égalité entre les sexes ont conduit à proposer des images plus équilibrées d'héroïsme partagé entre les membres du couple amoureux.

## Satire du prince charmant
La satire du prince charmant a commencé dès le XIXe siècle. Mais ce sont les films d'animation contemporains qui ont re-popularisé le genre. Dans la série d'animation Shrek, qui parodie les contes de fées, le prince charmant est présenté comme vaniteux, hautain, soucieux de son apparence, incarnant le très moderne métrosexuel. De « gentil », il devient « méchant » et se trouve même à la tête d'un coup d'État dans Shrek le troisième. C'est finalement l'ogre qui épouse la princesse, mais il s'agit d'un ogre « en apparence » (il ne mange pas les enfants) et d'une princesse avec un côté sombre. La nouveauté du récit est de prendre les stéréotypes à contre-pied en invitant à ne pas juger sur de simples apparences : l'ogre est le brave type qu'on juge sur son physique, la princesse a une face publique (le jour) et privée (la nuit), le prince charmant est un bellâtre qui mise beaucoup sur son physique, etc.
Dans sa chanson Les Aveux, écrite par le chanteur Michel Delpech et composée par Guy Skornik, l'auteur-interprète évoque un prince charmant fatigué ainsi que son beau cheval blanc avec « son épée d'or est en fer blanc »… Ce texte se présente en fait comme une autodérision du chanteur.

## Interprétations psychologiques
Dans l'imaginaire collectif occidental, est communément appelé « prince charmant » l'« être fantasmé avec qui l’on s’imagine vivre un amour sans heurts et sans fin » et qui ferait rêver tout particulièrement filles et femmes depuis l'enfance. Ainsi, dans son livre La problématique du prince charmant chez les femmes de 1960 à nos jours (Éditions L'Harmattan, 2009), la conseillère Nadège Ruelland en relations conjugales traite de la difficulté chez les femmes à conscientiser l'homme idéal.

## Adaptations
Le personnage a fait l'objet d'adaptations et parodies dans diverses œuvres :
- Elle voit des nains partout, pièce de théâtre de Philippe Bruneau puis film Français de Jean-Claude Sussfeld (1981)
- Cendrillon et le Prince (pas trop) charmant
- Sous son nom anglais de Prince Charming
- Il est depuis 2011 l'un des personnages principaux de la série télévisée Once Upon a Time, une production ABC Studios filiale télévisée de Disney, où il est interprété par Josh Dallas. Dans la série, le Prince Charmant, Prince James, est projeté dans le monde réel par la Méchante Reine avec tous les personnages des contes. Il devient alors David Nolan et ne se souvient plus de son ancienne vie ni de sa bien-aimée Blanche-Neige. Un autre Prince Charmant apparaît de façon plus ponctuelle dans la série ; le Prince Charmant de Cendrillon.
- Dans le best-seller culte Le Pays des contes, Chris Colfer nous apprend que les princes charmants de Cendrillon, de Blanche-Neige, de la Belle au bois dormant et enfin du Roi Grenouille sont en fait frères et se prénomment Chance Charmant (Cendrillon), Chandler Charmant (Blanche-Neige), Chase Charmant (La Belle au bois dormant) et enfin Charlie Charmant (Le Roi Grenouille).
- Dans le jeu vidéo Star Fox Adventures, Fox réveille Krystal, une renarde bleue qui a été endormie par un mauvais sort. Même si cela ne saute pas forcément aux yeux, c'est une référence très nette à l'histoire de La Belle au bois dormant.